# 普羅文學
普羅文學或稱無產階級文學（Proletarian literature）是指展現無產階級的工人階級的文學，大英百科全書指出，這樣一個類別是無產階級 。因為它“本質上是一種革命”，因此無產階級文學派經常由共產黨或左翼者發表。
但無產階級小說也可能沒有任何革命意識，為一種新型的「工人階級和工薪階層生活，也有宣傳的意圖」，反映了俄羅斯，美國和其他國家的傳統工薪階層與英國的差異。英國不單受到共產黨的啟發，也涉及社會主義者和無政府主義者。

## 代表
- 黑島傳治
- 葉山嘉樹
- 小林多喜二
- 小牧近江
- 艾格尼丝·史沫特莱
- 蒂莉·奧爾森
- 亞伯特·馬爾茲
- 約翰·克萊爾
- 亞倫·西利托

## 資料
- List of Working Class Literature （页面存档备份，存于）, www.rebelgraphics.org/
- Ruth Barraclough talks about Factory Girl Literature in Korea at University of Minnesota, October, 2012 Archive.today的存檔，存档日期2012-12-11